# Dichogama redtenbacheri
Dichogama redtenbacheri là một loài bướm đêm trong họ Crambidae.